# .ca
.ca為加拿大國家及地區頂級域（ccTLD）的域名。
.ca在加拿大相当受欢迎，其中.ca在以加元出售给加拿大居民时是合适的。即便如此，通常.com域名仍然是制造业和出口贸易的首选。

## 外部連結
- IANA .ca whois information（页面存档备份，存于）
- CIRA - The Canadian Internet Registration Authority*（页面存档备份，存于）